# Brianna Joy Chomer
Brianna Joy Chomer (* 4. Mai 1994 in Kalifornien) ist eine US-amerikanische Schauspielerin und Model.

## Leben
Chomer wurde am 4. Mai 1994 im US-Bundesstaat Kalifornien geboren, wo sie mit einem älteren Bruder und einer jüngeren Schwester aufwuchs. Sie besuchte das Northwest Florida State College. Sie wirkte in mehreren Werbespots mit und sprach Werbungen von Jeep ein. Ihr Schauspieldebüt gab sie 2009 in Chatterbox. 2013 wirkte sie im Musikvideo zum Lied J'aime le diable des Sängers Jasper Forks mit. 2015 spielte sie im Fernsehfilm Dirty Laundry und der Fernsehdokumentation Billy the Kid: New Evidence, die über Billy the Kid handelte, mit. Im selben Jahr spielte sie neben Eric Roberts und Deborah Zoe eine der Hauptrollen als Sophie Green im Fernsehfilm Verborgenes Begehren. Weitere größere Rollen übernahm sie 2016 in The Wrong Roommate und Zoombies – Der Tag der Tiere ist da!. 2018 übernahm sie in Verborgenes Begehren – Die Rache erneut die Rolle der Sophie Green. Der Hauptcast wurde um Anna Marie Dobbins ergänzt. Bereits 2016 wurden für die direkte Fortsetzung Stalked by My Doctor: The Return Archivaufnahmen von ihr verwendet. Im Folgejahr hatte sie eine Nebenrolle in Quentin Tarantinos Blockbuster Once Upon a Time in Hollywood inne.

## Filmografie (Auswahl)
- 2009: Chatterbox
- 2015: Dirty Laundry (Fernsehfilm)
- 2015: Billy the Kid: New Evidence (Fernsehdokumentation)
- 2015: Verborgenes Begehren (Stalked by My Doctor, Fernsehfilm)
- 2016: The Wrong Roommate (Fernsehfilm)
- 2016: Zoombies – Der Tag der Tiere ist da! (Zoombies)
- 2016: Nune (Kurzfilm)
- 2016: Escape from the Zoombies (Computerspiel)
- 2016: You Never Know (Kurzfilm)
- 2016: Sorority Slaughterhouse
- 2016: Stalked by My Doctor: The Return (Fernsehfilm)
- 2018: A Dangerous Date (Fernsehfilm)
- 2018: Verborgenes Begehren – Die Rache (Stalked by My Doctor: Patient's Revenge, Fernsehfilm)
- 2019: Once Upon a Time in Hollywood
- 2021: The Accursed